# Chenocetah Fire Tower
La Chenocetah Fire Tower est une tour de guet du comté de Habersham, en Géorgie, dans le sud-est des États-Unis. Construite en 1937-1938, elle est haute d'environ 16,5 mètres. Protégée au sein de la forêt nationale de Chattahoochee, elle est inscrite au Registre national des lieux historiques depuis le 11 juin 1984.